# ماتياس برتش
ماتياس برتش  (بالألمانية: Matthias Bertsch) يشغل حاليا رئيس الجمعية النمساوية للصحة والموسيقى ولد في 15 نونبر عام 1966 في مدينة كييل الألمانية موسيقار نمساوي،دكتور في جامعة فيينا للموسيقى والفن والمسرح.

## السيرة الذاتية
هو ابن الألزاسية جان برتش والباظي ويينفرد برتش ترعرع بالمدينة الصغيرة ليشتيناو (ألمانيا) بقرب من الحدود الأزاسية مع فرنسا.
في عام 1988 انتقل إلى فيينا لمتابعة مشواره الدراسي الجامعي في مجال الموسيقى بجامعة فيينا وحصل على الدكتوراه عام 1999 في مجال البوق والأصوات الموسيقية وعلم وظائفها، عام 2003 شغل منصب نائب مدير مؤسسة الصوتيات الموسيقة بجامعة فيينا.
في عام 2009 وبعد دراسة في علم النفس الفسيولوجي انتخب رئيسا للجمعية النمساوية للموسيقى والطب.

## النشاط العلمي
تشمل اهتماماته البحثية عدة تخصصات (علم النفس ، علم وظائف الأعضاء الصوتية الموسيقية) والتي تعكس العديد من المشاكل مما يشكل نظرة «علمية» على التفاعل بين الموسيقي والصحة.
شارك في عدة برامج تلفزية نمساوية وألف العديد من الكتب وألمقالات التي تنشر على الإنترنت و(يوتوب على ألرابط)
عضو في لجنة الاتصال الدولية للفنون المسرحية والطب.

## النشاط الفني
بدأ العزف على البوق في سن السابعة، وفي خدمته العسكرية في الجيش الألماني ، شارك مع «الأوركسترا الفيلهارمونية، بيغ باند».